# Чаузово
Чау́зово (рос. Чаузово) — село у складі Топчихинського району Алтайського краю, Росія. Адміністративний центр Чаузовської сільської ради.

## Населення
Населення — 219 осіб (2010; 317 у 2002).
Національний склад (станом на 2002 рік):
- росіяни — 97 %